# 6. Armee
6. Armee var namnet på två tyska arméer under andra världskriget. Den ursprungliga 6:e armén kapitulerade i Stalingrad den 2 februari 1943.

## Västfronten 1940
Armén var en del av armégrupp B vars huvudsakliga uppgift var att binda de allierade styrkorna i strid norr om armégrupp As tänkta framryckning genom Ardennerna.

### Organisation
Arméns organisation den 10 maj 1940:
- XXVII. Armeekorps
- IV. Armeekorps
- XI. Armeekorps
- VI. Armeekorps
- XXXX. Armeekorps

## Barbarossa

### Organisation
Arméns organisation den 5 juni 1941:
- XVII. Armeekorps
- LV. Armeekorps
- XXIX. Armeekorps
- III. Armeekorps
- XXXXVIII. Armeekorps
- XXXXIV. Armeekorps

## Kaukasus

### Organisation
Arméns organisation den 4 juli 1942:
- XXIX. Armeekorps
- XXXX. Armeekorps
- VIII. Armeekorps
- XVII. Armeekorps
- LI. Armeekorps

## Stalingrad

### Organisation
Arméns organisation:
- IV. Armeekorps (Erwin Jaenecke)
- VIII. Armeekorps (Walter Heitz)
- XI. Armeekorps (Karl Strecker)
- XIV. Panzerkorps (Hans-Valentin Hube)
- LI. Armeekorps (Walter von Seydlitz-Kurzbach)

## Rumänien
Återigen kom 6. Armee att hålla en utsatt frontlinje med en rumänsk armé på vardera flank. När 2:a ukrainska fronten och 3:e ukrainska fronten bröt igenom fronten blev 6. Armee inringade, när sedan Rumänien bytte sida var huvuddelen av armén omöjlig att rädda och tvingades således kapitulera en andra gång.

### Organisation
Arméns organisation den 15 augusti 1944:
- XXX. Armeekorps
- LII. Armeekorps
- XXXXIV. Armeekorps
- VII. Armeekorps

## Operation Frühlingserwachen

### Organisation
Arméns organisation den 19 februari 1945:
- I. Kavallerie-Korps
- IV. SS-Panzerkorps
- III. Armeekorps
- II. ungarisches AK

## Befälhavare
Arméns befälhavare:
- Generalfeldmarschall Walter von Reichenau 20 oktober 1939 - 1 december 1941
- Generalfeldmarschall Friedrich Paulus 1 januari 1942 - 31 januari 1943 (Krigsfånge)
- Generaloberst Karl-Adolf Hollidt 6 mars 1943 - 22 november 1943
- General der Artillerie Maximilian de Angelis 22 november 1943 - 19 december 1943
- Generaloberst Karl-Adolf Hollidt 19 december 1943 - 25 mars 1944
- General der Panzertruppe Sigfrid Henrici 25 mars 1944 - 7 april 1944
- General der Artillerie Maximilian de Angelis 8 april 1944 - 17 juli 1944
- General der Artillerie Maximilian Fretter-Pico 18 juli 1944 - 22 december 1944
- General der Panzertruppe Hermann Balck 23 december 1944 - 8 maj 1945